# Подведомственность
Понятие подве́домственность употребляется в теории, законодательстве и традиции в различных смыслах:
- как относимость нуждающихся в государственно-властном разрешении споров о праве и иных дел к ведению различных государственных, общественных смешанных (государственно-общественных) органов и третейских судов;
- как правовой институт, то есть совокупность юридических норм, расположенных в различных отраслевых нормативных актах, определяющих ту или иную форму защиты права;
- как предметная компетенция Конституционного суда РФ, судов общей юрисдикции, арбитражных судов, органов нотариата, органов по рассмотрению и разрешению трудовых споров, других органов и организаций по рассмотрению и разрешению споров и иных правовых вопросов;
- как предпосылка права на обращение в суд;
- как объект (свой), находящийся в состоянии управляемого разграничения ведомственной компетенции.

## Судебная подведомственность
Судебная подведомственность, то есть разграничение компетенции судебных органов, имеет особое значение в системе действующих правовых норм. 
Конституцией РФ гарантировано право на судебную защиту любому гражданину РФ. Вне зависимости от того, к компетенции каких государственных органов или общественных организаций отнесено разрешение вопроса по существу, такое решение может быть оспорено в суде. Таким образом, суды являются универсальным органом, выведенным из иерархической системы органов исполнительной власти, рассматривающим по существу любые конституционные, уголовные, административные и гражданские дела. Решение суда становится окончательным и приобретает обязательную силу.
Правильное и чёткое распределение компетенции между судами определяет законность и обоснованность принятых решений.

### Судебная подведомственность гражданских дел
Под гражданским делом действующее законодательство понимает всю совокупность обстоятельств, при которых имеется необходимость в защите нарушенных или оспариваемых прав, свобод и законных интересов граждан, организаций, прав и интересов Российской Федерации, субъектов Российской Федерации, муниципальных образований, других лиц, являющихся субъектами гражданских, трудовых или иных правоотношений (ст. 2 ГПК).
Понятием «гражданское дело» охватываются все споры, возникающие из гражданских, семейных, трудовых, земельных и прочих отношений, а также вопросы, не являющиеся спорными, например, установление факта имеющего юридического значение.
Гражданские дела рассматриваются судами общей юрисдикции и арбитражными судами. 
Подведомственность дел арбитражным судам

К компетенции арбитражных судов относится рассмотрение гражданских дел в сфере предпринимательской и иной экономической деятельности (ст. 1, 27 АПК).
Арбитражные суды разрешают экономические споры и рассматривают иные дела с участием организаций, являющихся юридическими лицами, граждан, осуществляющих предпринимательскую деятельность без образования юридического лица и имеющих статус индивидуального предпринимателя, с участием Российской Федерации, субъектов Российской Федерации, муниципальных образований, государственных органов, органов местного самоуправления.
Арбитражные суды рассматривают в порядке административного судопроизводства возникающие из административных и иных публичных правоотношений экономические споры (ст. 27-33 АПК РФ):
1) об оспаривании нормативных правовых актов, затрагивающих права и законные интересы заявителя в сфере предпринимательской и иной экономической деятельности.

2) об оспаривании ненормативных правовых актов органов государственной власти.

3) об административных правонарушениях.

4) о взыскании с организаций и граждан, осуществляющих предпринимательскую и иную экономическую деятельность, обязательных платежей, санкций.
Арбитражные суды рассматривают в порядке особого производства дела об установлении фактов, имеющих юридическое значение для возникновения, изменения и прекращения прав организаций и граждан в сфере предпринимательской и иной экономической деятельности.
Арбитражные суды рассматривают дела:
1) об оспаривании решений третейских судов по спорам, возникающим при осуществлении предпринимательской и иной экономической деятельности.

2) о выдаче исполнительных листов на принудительное исполнение решений третейских судов по спорам, возникающим при осуществлении предпринимательской и иной экономической деятельности.
Арбитражные суды рассматривают дела о признании и приведении в исполнение решений иностранных судов и иностранных арбитражных решений по спорам, возникающим при осуществлении предпринимательской и иной экономической деятельности.
Арбитражные суды независимо от того, являются ли участниками правоотношений, из которых возникли спор или требование, юридические лица, индивидуальные предприниматели или иные организации и граждане рассматривают следующие дела (ст. 27 АПК РФ):
1) о несостоятельности (банкротстве);

2) по корпоративным спорам;

3) по спорам об отказе в государственной регистрации, уклонении от государственной регистрации юридических лиц, индивидуальных предпринимателей;

4) по спорам, вытекающим из деятельности депозитариев, связанной с учетом прав на акции и иные ценные бумаги и с осуществлением предусмотренных федеральным законом иных прав и обязанностей;

5) по спорам, вытекающим из деятельности государственных корпораций и связанным с их правовым положением, порядком управления ими, их созданием, реорганизацией, ликвидацией, организацией и полномочиями их органов, ответственностью лиц, входящих в их органы;

6) по спорам о защите интеллектуальных прав с участием организаций, осуществляющих коллективное управление авторскими и смежными правами, а также по спорам, отнесенным к подсудности Суда по интеллектуальным правам;

7) о защите деловой репутации в сфере предпринимательской и иной экономической деятельности.
Подведомственность дел судам общей юрисдикции

Компетенция судов общей юрисдикции имеет универсальный характер по отношению к компетенции арбитражных судов, то есть суды общей юрисдикции рассматривают все гражданские дела, прямо не отнесённые к компетенции арбитражных судов.
В том числе, к компетенции общих судов относятся (ст. 22 ГПК):

1) исковые дела с участием граждан, организаций, органов государственной власти, органов местного самоуправления о защите нарушенных или оспариваемых прав, свобод и законных интересов, по спорам, возникающим из гражданских, семейных, трудовых, жилищных, земельных, экологических и иных правоотношений;

2) дела, разрешаемые в порядке приказного производства (ст.122 ГПК);

3) дела особого производства (ст. 262 ГПК);

4) дела об оспаривании решений третейских судов и о выдаче исполнительных листов на принудительное исполнение решений третейских судов;

5) дела о признании и приведении в исполнение решений иностранных судов и иностранных арбитражных решений.